# Аркове укриття

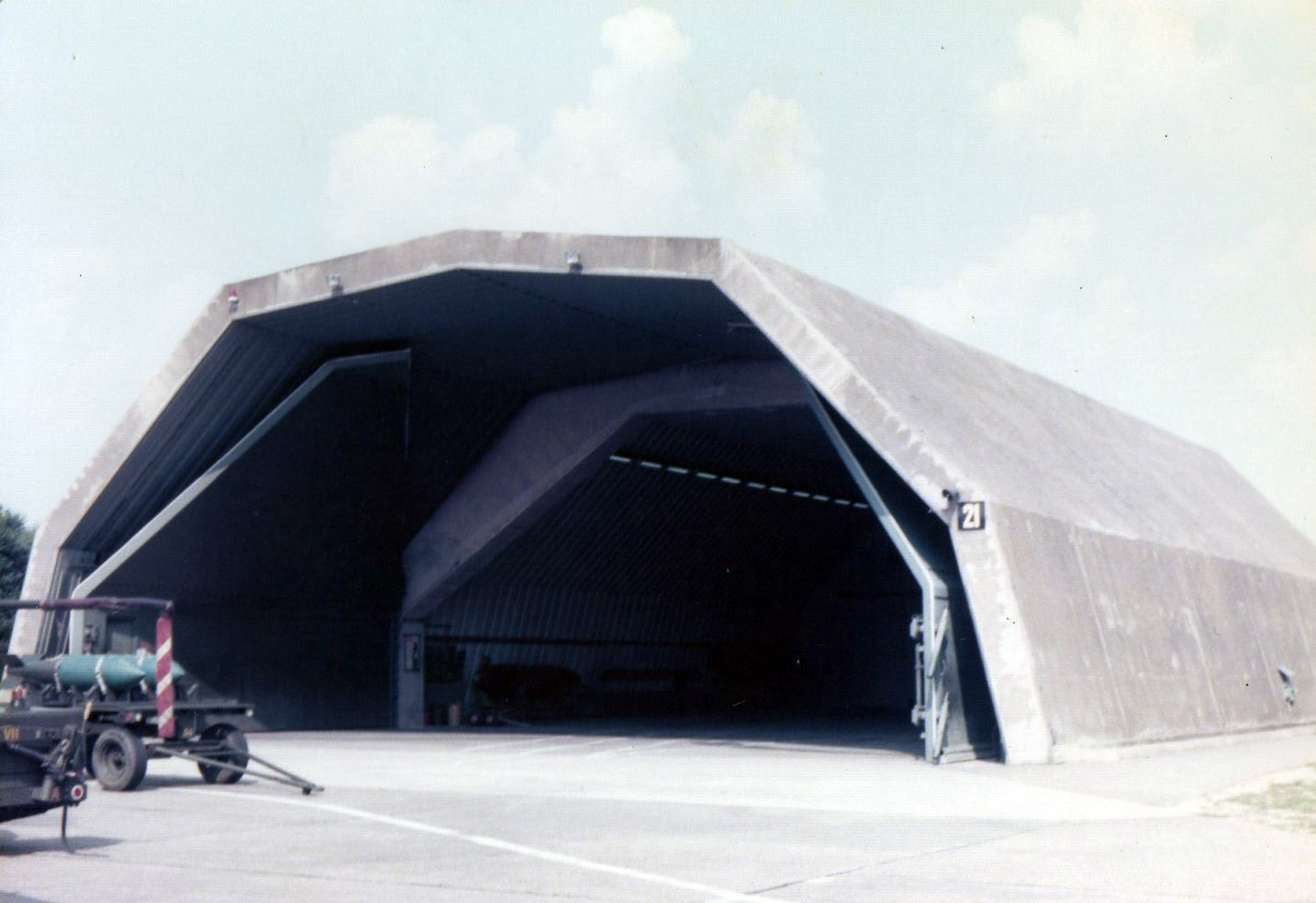
Аркове укриття на аеродромі «RAF Bruggen» в 1981 році, Німеччина (ФРН).

Аркове укриття — стаціонарне залізобетонне укриття (скорочено ЗБУ) призначене для захисту авіаційної техніки на місцях стоянки від вражаючого впливу засобів ураження противника, а також від впливу атмосферних/погодних умов.  Аркове укриття використовується для розміщення, технічного обслуговування, спорядження, заправки і запуску двигунів літаків тактичної авіації.
Для більших літальних апаратів — далеких і стратегічних бомбардувальників і ракетоносців, літаків військово-транспортної авіації тощо бойових машин аркові укриття, як правило, не будують через їх величезні розміри та відповідну вартість. Іноді ці споруди деякі називають «ангарами» і «капонірами», що  є помилкою.

## Опис
Стандартне аркове укриття являє собою укриття, споруджене з піварок з ребрами товщиною стінок 60 см, обсипане зовні землею і покрите дерном, що одночасно є і непоганим маскуванням. Розміри основного приміщення, в якому розташовується бойовий літак, у плані 12,9×28 метрів (бувають окремі арочні укриття, побудовані і коротші і довші).
Спереду арка перекривається передньою торцевою стіною із залізобетонних блоків із металевими воротами, які можуть бути двох типів:
- відкатні;
- розстібні.

Відкатні складаються із двох стулок, що розсуваються електролебідкою за допомогою застосування тросових вставок. Стулки рухаються на роликах рейками, вмонтованими в плити штучного покриття. Про те, не зважаючи на велику захищеність від вибухової хвилі таких воріт, вони мають недоліки, пов'язані із ненадійністю механізму, перетиранням тросів, проникненням в щілини механізму опадів (що може призвести до їх пошкодження) і залежність від справної роботи електролебідки, тому на сьогодні цей тип воріт мало розповсюджений.
В розстібних воротах стулки прикріплені на шарніри з боків арки. Ролики розташовані перпендикулярно до стінок стулок, котяться по прокладеній металевій смузі (рейці), вигнутій по дузі відкривання. Тут немає тросів, що швидко перетираються; а лебідки розташовані — не одна зовні — а дві зсередини укриття — на кожній стулці — своя. Ворота тут накриті козирком, що запобігає проникненню опадів у внутрішні приміщення.
Ззаду арка перекрита торцевою стіною менших розмірів (вона, як правило, повністю покрита обсипанням, але існують і винятки) з отвором 3×3 м газоходу. Газохід (газохідний канал) це «тунель» з окремими воротами, призначений для відведення газів із сопел літака у разі запуску його двигунів в арочному укритті.
З боків і ззаду — між торцевою стіною і газохідним каналом, що повертає на 90 °, до арки прибудовані ніші допоміжного призначення з входами зовні.
На деяких аеродромах у бічних нішах біля воріт були поставлені паливні колонки систем централізованої заправки літаків (ЦЗС) для заправки літака безпосередньо в укритті без залучення автомобіля-паливозаправника.
На окремих аркових укриттях зверху можуть бути встановлені легкі споруди, що використовуються на різних аеродромах по-різному: будиночок чергового по ескадрильї, чергового по зоні розосередження; вишка або «грибок» для вартового тощо
. Спереду до воріт «аркового укриття» примикає вивідна рульова доріжка. Ззаду, на деяких аеродромах (але далеко не завжди) - доріжка до воріт газоходу.